# Gran Premi de l'Azerbaidjan del 2023
El Gran Premi de l'Azerbaidjan de Fórmula 1, quarta cursa de la temporada 2023, es disputa entre els dies 28 al 30 d'abril del 2023, al Circuit urbà de Bakú, Azerbaidjan.
Aquest es el primer gran premi de la temporada a realitzar la qualificació esprint, la cursa classificatória que definirà la graella de sortida de la cursa.

## Qualificació
La qualificació fou realitzat el dia 28 d'abril.
| Pos.                | Nº | Pilot            | Equip/Motor           | Part 1   | Part 2   | Part 3    | Graella |
| ------------------- | -- | ---------------- | --------------------- | -------- | -------- | --------- | ------- |
| 1                   | 16 | Charles Leclerc  | Ferrari               | 1:41.269 | 1:41.037 | 1:40.203  | 1       |
| 2                   | 1  | Max Verstappen   | Red Bull-RBPT         | 1:41.398 | 1:40.822 | 1:40.391  | 2       |
| 3                   | 11 | Sergio Pérez     | Red Bull-RBPT         | 1:41.756 | 1:41.131 | 1:40.495  | 3       |
| 4                   | 55 | Carlos Sainz Jr. | Ferrari               | 1:42.197 | 1:41.369 | 1:41.016  | 4       |
| 5                   | 44 | Lewis Hamilton   | Mercedes              | 1:42.113 | 1:41.650 | 1:41.177  | 5       |
| 6                   | 14 | Fernando Alonso  | Aston Martin-Mercedes | 1:41.720 | 1:41.370 | 1:41.253  | 6       |
| 7                   | 4  | Lando Norris     | McLaren-Mercedes      | 1:42.154 | 1:41.485 | 1:41.281  | 7       |
| 8                   | 22 | Yuki Tsunoda     | AlphaTauri-RBPT       | 1:42.234 | 1:41.569 | 1:41.581  | 8       |
| 9                   | 18 | Lance Stroll     | Aston Martin-Mercedes | 1:42.524 | 1:41.576 | 1:41.6111 | 9       |
| 10                  | 81 | Oscar Piastri    | McLaren-Mercedes      | 1:42.455 | 1:41.636 | 1:41.6111 | 10      |
| 11                  | 63 | George Russell   | Mercedes              | 1:42.073 | 1:41.654 |           | 11      |
| 12                  | 31 | Esteban Ocon     | Alpine-Renault        | 1:42.622 | 1:41.798 |           | PL2     |
| 13                  | 23 | Alexander Albon  | Williams-Mercedes     | 1:42.171 | 1:41.818 |           | 12      |
| 14                  | 77 | Valtteri Bottas  | Alfa Romeo-Ferrari    | 1:42.582 | 1:42.259 |           | 13      |
| 15                  | 2  | Logan Sargeant   | Williams-Mercedes     | 1:42.242 | 1:42.395 |           | 14      |
| 16                  | 24 | Guanyu Zhou      | Alfa Romeo-Ferrari    | 1:42.642 |          |           | 15      |
| 17                  | 27 | Nico Hülkenberg  | Haas-Ferrari          | 1:42.755 |          |           | 16      |
| 18                  | 20 | Kevin Magnussen  | Haas-Ferrari          | 1:43.417 |          |           | 17      |
| 19                  | 10 | Pierre Gasly     | Alpine-Renault        | 1:44.853 |          |           | 18      |
| 107% Temps:1:48.357 |    |                  |                       |          |          |           |         |
| NC                  | 21 | Nyck de Vries    | AlphaTauri-RBPT       | 1:55.282 |          |           | 193     |
| Font:               |    |                  |                       |          |          |           |         |

Notes
- ^1 – Lance Stroll i Oscar Piastri van marcar els mateixos temps de volta a la Q3. El pilot canadenc es va classificar per davant, ja que va fixar el seu temps abans.
- ^2 – Esteban Ocon es va classificar en 12è, però va haver de començar l'esprint des del pitlane, ja que es va canviar la configuració de la suspensió mentre el cotxe estava al parc tancat.
- ^3 – Nyck de Vries no va marcar els temp necessaris i fou autoritzat a córrer a criteri dels comissaris.

## Cursa classificatória
La cursa classificatória fou realitzat el dia 29 d'abril.
| Pos.  | Nº | Pilot            | Equip/Motor           | Voltes | Temps/Retirada | Graella | Punts |
| ----- | -- | ---------------- | --------------------- | ------ | -------------- | ------- | ----- |
| 1     | 11 | Sergio Pérez     | Red Bull-RBPT         | 17     | 33:17.667      | 2       | 8     |
| 2     | 16 | Charles Leclerc  | Ferrari               | 17     | +4.463         | 1       | 7     |
| 3     | 1  | Max Verstappen   | Red Bull-RBPT         | 17     | +5.065         | 3       | 6     |
| 4     | 63 | George Russell   | Mercedes              | 17     | +8.532         | 4       | 5     |
| 5     | 55 | Carlos Sainz Jr. | Ferrari               | 17     | +10.388        | 5       | 4     |
| 6     | 14 | Fernando Alonso  | Aston Martin-Mercedes | 17     | +11.613        | 8       | 3     |
| 7     | 44 | Lewis Hamilton   | Mercedes              | 17     | +16.503        | 6       | 2     |
| 8     | 18 | Lance Stroll     | Aston Martin-Mercedes | 17     | +18.417        | 9       | 1     |
| 9     | 23 | Alexander Albon  | Williams-Mercedes     | 17     | +21.757        | 7       |       |
| 10    | 81 | Oscar Piastri    | McLaren-Mercedes      | 17     | +22.851        | 11      |       |
| 11    | 20 | Kevin Magnussen  | Haas-Ferrari          | 17     | +27.990        | 13      |       |
| 12    | 24 | Guanyu Zhou      | Alfa Romeo-Ferrari    | 17     | +34.602        | 14      |       |
| 13    | 10 | Pierre Gasly     | Alpine-Renault        | 17     | +36.918        | 17      |       |
| 14    | 21 | Nyck de Vries    | AlphaTauri-RBPT       | 17     | +41.626        | 18      |       |
| 15    | 27 | Nico Hülkenberg  | Haas-Ferrari          | 17     | +48.587        | 12      |       |
| 16    | 77 | Valtteri Bottas  | Alfa Romeo-Ferrari    | 17     | +49.917        | 15      |       |
| 17    | 4  | Lando Norris     | McLaren-Mercedes      | 17     | +51.104        | 10      |       |
| 18    | 31 | Esteban Ocon     | Alpine-Renault        | 17     | +1:00.621      | PL      |       |
| Ret   | 22 | Yuki Tsunoda     | AlphaTauri-RBPT       | 2      | Col·lisió      | 16      |       |
| NVC   | 2  | Logan Sargeant   | Williams-Mercedes     | 0      | Accident       | 1       |       |
| Font: |    |                  |                       |        |                |         |       |

Notes
- ^1  – Logan Sargeant no va participar en l'esprint després d'una petició de l'equip de retirar el cotxe a causa d'un xoc en la tanda de penals. La seva posició a la graella va ser ocupada per pilots que es van classificar darrere seu.

## Resultats de la cursa
La cursa fou realitzat el dia 30 d'abril.
| Pos.                                                                 | Nº | Pilot            | Equip/Motor           | Voltes | Temps/Retirada   | Graella | Punts |
| -------------------------------------------------------------------- | -- | ---------------- | --------------------- | ------ | ---------------- | ------- | ----- |
| 1                                                                    | 11 | Sergio Pérez     | Red Bull-RBPT         | 51     | 1:32:42.436      | 1       | 25    |
| 2                                                                    | 1  | Max Verstappen   | Red Bull-RBPT         | 51     | +2.137           | 15      | 18    |
| 3                                                                    | 16 | Charles Leclerc  | Ferrari               | 51     | +21.217          | 12      | 15    |
| 4                                                                    | 14 | Fernando Alonso  | Aston Martin-Mercedes | 51     | +22.024          | 2       | 12    |
| 5                                                                    | 55 | Carlos Sainz Jr. | Ferrari               | 51     | +45.491          | 4       | 10    |
| 6                                                                    | 44 | Lewis Hamilton   | Mercedes              | 51     | +46.145          | 7       | 8     |
| 7                                                                    | 18 | Lance Stroll     | Aston Martin-Mercedes | 51     | +51.617          | 5       | 6     |
| 8                                                                    | 63 | George Russell   | Mercedes              | 51     | +1:14.240        | 3       | 51    |
| 9                                                                    | 4  | Lando Norris     | McLaren-Mercedes      | 51     | +1:30.376        | 19      | 2     |
| 10                                                                   | 22 | Yuki Tsunoda     | AlphaTauri-RBPT       | 51     | +1:23.862        | 16      | 1     |
| 11                                                                   | 81 | Oscar Piastri    | McLaren-Mercedes      | 51     | +1:26.501        | 8       |       |
| 12                                                                   | 23 | Alexander Albon  | Williams-Mercedes     | 51     | +1:28.623        | 17      |       |
| 13                                                                   | 20 | Kevin Magnussen  | Haas-Ferrari          | 51     | +1:29.729        | 13      |       |
| 14                                                                   | 10 | Pierre Gasly     | Alpine-Renault        | 51     | +1:31.332        | 9       |       |
| 15                                                                   | 31 | Esteban Ocon     | Alpine-Renault        | 51     | +1:37.794        | 6       |       |
| 16                                                                   | 2  | Logan Sargeant   | Williams-Mercedes     | 51     | +1:40.943        | 20      |       |
| 17                                                                   | 27 | Nico Hülkenberg  | Haas-Ferrari          | 50     | +1 vuelta        | 10      |       |
| 18                                                                   | 77 | Valtteri Bottas  | Alfa Romeo-Ferrari    | 50     | +1 vuelta        | 14      |       |
| Ret                                                                  | 24 | Guanyu Zhou      | Alfa Romeo-Ferrari    | 36     | Sobreescalfament | 11      |       |
| Ret                                                                  | 21 | Nyck de Vries    | AlphaTauri-RBPT       | 9      | Accidente        | 18      |       |
| Volta ràpida: — George Russell (Mercedes) – 1:43.370 (a la volta 51) |    |                  |                       |        |                  |         |       |
| Font:                                                                |    |                  |                       |        |                  |         |       |

Notes
- ^1 – Inclòs 1 punt extra per la volta ràpida.

## Classificació després de la cursa
| Pos. | Pilot            | Punts | Canvis |
| ---- | ---------------- | ----- | ------ |
| 1    | Max Verstappen   | 93    | =      |
| 2    | Sergio Pérez     | 87    | =      |
| 3    | Fernando Alonso  | 60    | =      |
| 4    | Lewis Hamilton   | 48    | =      |
| 5    | Carlos Sainz Jr. | 34    | =      |

| Pos. | Constructor           | Punts | Canvis |
| ---- | --------------------- | ----- | ------ |
| 1    | Red Bull-RBPT         | 180   | =      |
| 2    | Aston Martin-Mercedes | 87    | =      |
| 3    | Mercedes              | 76    | =      |
| 4    | Ferrari               | 62    | =      |
| 5    | McLaren-Mercedes      | 14    | =      |